# Witless Protection
Witless Protection is een in 2008 uitgebrachte Amerikaanse komediefilm van Lionsgate, met in de hoofdrol Larry the Cable Guy en Jenny McCarthy. De film is geschreven en geregisseerd door Charles Robert Carner. Whitney speelt Larry Stalder, een sheriff uit een klein stadje in Mississippi. Veel delen van de film werden gefilmd in Plano, Illinois en Virgil, Illinois (trein depot, boerderijen, tankstation en een paar centrumrestaurants). Opnames vonden vond ook plaats in tal van steden in Illinois, waaronder Elmhurst, Lombard, Lemont, Sugar Grove, Glen Ellyn, Vernon Hills, Westmont en Yorkville. De film werd uitgebracht in de bioscoop op 22 februari 2008 en werd uitgebracht als dvd op 10 juni 2008.

## Samenvatting
Sheriff Larry Stalder is er getuige van hoe de jonge vrouw Madeleine wordt ontvoerd. De ontvoerders blijken echter federale agenten te zijn, die de opdracht hebben haar te beschermen en haar naar een corruptierechtszaak in Chicago te brengen. Later blijkt dat ze zelf in het complot zitten en eigenlijk schurken zijn die haar willen uitschakelen.

## Rolverdeling
- Daniel Lawrence Whitney (Larry the Cable Guy) - Deputy Larry Stalder
- Jenny McCarthy - Connie
- Joe Mantegna - dokter Rondog "Doc" Savage
- Yaphet Kotto - Ricardo Bodi (alias Alonzo Mosley)
- Ivana Miličević - Madeleine
- Richard Bull - Sheriff Smoot
- Eric Roberts - Wilford Duvall
- Peter Stormare - Arthur Grimsley
- J David Moeller - Elmer
- Sean Bridgers - Norm

## Receptie
Deze film ontving negatieve recensies van critici. Met ingang van 19 december 2010 meldde de recensiewebsite Rotten Tomatoes dat 3% van de critici de film positieve beoordelingen gaven, gebaseerd op 29 beoordelingen. Metacritic meldde dat de film een gemiddelde score van 17 uit 100 had gekregen, op basis van 6 beoordelingen.
Witless Protection werd genomineerd voor drie Golden Raspberry Awards: Worst Actor (slechtste acteur) voor Larry the Cable Guy (die verloor van Mike Myers voor The Love Guru), Worst Supporting Actress (slechtste vrouwelijke bijrol) voor Jenny McCarthy (die verloor van Paris Hilton voor Repo! The Genetic Opera) en Worst Screen Couple (slechtste filmkoppel) voor Larry the Cable Guy en Jenny McCarthy (ze verloren van Paris Hilton en hetzij Christine Lakin of Joel David Moore voor The Hottie and the Nottie).